# Céfotaxime
Le céfotaxime est un antibiotique bactéricide de synthèse de la classe des céphalosporines de troisième génération, appartenant à la famille des bêta-lactamines. Il agit en inhibant la synthèse de la paroi bactérienne. Son large spectre lui confère une activité sur des bactéries gram positif et gram négatif. Son efficacité est très proche de celle de la ceftriaxone. Il est commercialisé sous le nom de Claforan.

Il fait partie de la liste des médicaments essentiels de l'Organisation mondiale de la santé (liste mise à jour en avril 2013).